# Young Hill
Young Hill är en kulle i Antarktis. Den ligger i Östantarktis. Nya Zeeland gör anspråk på området. Toppen på Young Hill är 625 meter över havet.
Terrängen runt Young Hill är kuperad norrut, men söderut är den bergig. Havet är nära Young Hill åt sydost. Trakten är obefolkad. Det finns inga samhällen i närheten. 